# Aranyosrákos
Aranyosrákos (románul Vălenii de Arieș, korábban Rachiș, németül Krebsbach) Várfalva településrésze Romániában Kolozs megyében.

## Fekvése
A falu a Keresztesmező síkságának északnyugati részén a Rákosi-patak
mellett fekszik.

## Nevének eredete
Nevét Csíkrákosról és az onnan ide telepedett lakosságról kapta, előtagja Aranyosszékhez  való egykori tartozását jelöli.

## Története
1357-ben Rakus, 1524-ben Rákos néven jelentkezik a forrásokban. (C. Suciu: Dicţionar istoric.). 
1629-től önálló egyházközség lesz (Orbán: Székelyföld V. 184.) és saját templomot építenek. Magas várfallal veszik körül, amiből mára csak alacsony kőkerítés maradt (Entz G.: Székely erődtemplomok 7.)

## Lakossága
1910-ben 815 lakosából 732 magyar és 83 román volt. A trianoni békeszerződésig Torda-Aranyos vármegye Torockói járásához tartozott. 1966-ban Várfalvához csatolták.

## Látnivalók
- Unitárius temploma 1629-ben épült, egykor magas védőfal övezte.

## Híres emberek
- Itt született Székely Sándor író és unitárius püspök, a „Székelyek Erdélyben” című eposz szerzője.
- Itt született 1931-ben Ábrahám János író, újságíró.
- Itt született 1920-ban Létay Lajos, író, költő, publicista.
- Itt született 1866-ban Borbély Sándor, gyógypedagógus